# Rasa Mikšytė
Rasa Mikšytė (* 1968) ist eine litauische Badmintonspielerin. 

## Karriere
Rasa Mikšytė gewann in Litauen drei Juniorentitel und 23 Titel bei den Erwachsenen, wodurch sie eine der erfolgreichsten Athletinnen national ist. 1992 siegte sie des Weiteren bei den Lithuanian International.

## Sportliche Erfolge
| Saison | Veranstaltung                    | Disziplin   | Platz | Name                                |
| ------ | -------------------------------- | ----------- | ----- | ----------------------------------- |
| 1985   | Litauen: Juniorenmeisterschaften | Dameneinzel | 1     | Rasa Mikšytė                        |
| 1985   | Litauen: Juniorenmeisterschaften | Damendoppel | 1     | Aušrinė Gabrėnaitė / Rasa Mikšytė   |
| 1986   | Litauen: Juniorenmeisterschaften | Damendoppel | 1     | Aušrinė Gabrėnaitė / Rasa Mikšytė   |
| 1988   | Litauen: Einzelmeisterschaften   | Dameneinzel | 1     | Rasa Mikšytė                        |
| 1989   | Litauen: Einzelmeisterschaften   | Damendoppel | 1     | Aušrinė Gabrėnaitė / Rasa Mikšytė   |
| 1990   | Litauen: Einzelmeisterschaften   | Dameneinzel | 1     | Rasa Mikšytė                        |
| 1990   | Litauen: Einzelmeisterschaften   | Mixed       | 1     | Aivaras Kvedarauskas / Rasa Mikšytė |
| 1991   | Litauen: Einzelmeisterschaften   | Damendoppel | 1     | Rasa Mikšytė / Solveiga Stasaitytė  |
| 1991   | Litauen: Einzelmeisterschaften   | Dameneinzel | 1     | Rasa Mikšytė                        |
| 1991   | Litauen: Einzelmeisterschaften   | Mixed       | 1     | Algirdas Kepežinskas / Rasa Mikšytė |
| 1992   | Litauen: Einzelmeisterschaften   | Mixed       | 1     | Algirdas Kepežinskas / Rasa Mikšytė |
| 1992   | Litauen: Einzelmeisterschaften   | Damendoppel | 1     | Rasa Mikšytė / Solveiga Stasaitytė  |
| 1992   | Lithuanian International         | Dameneinzel | 1     | Rasa Mikšytė                        |
| 1992   | Litauen: Einzelmeisterschaften   | Dameneinzel | 1     | Rasa Mikšytė                        |
| 1993   | Litauen: Einzelmeisterschaften   | Damendoppel | 1     | Rasa Mikšytė / Solveiga Stasaitytė  |
| 1994   | Litauen: Einzelmeisterschaften   | Damendoppel | 1     | Indre Ivanauskaitė / Rasa Mikšytė   |
| 1995   | Litauen: Einzelmeisterschaften   | Dameneinzel | 1     | Rasa Mikšytė                        |
| 1995   | Litauen: Einzelmeisterschaften   | Mixed       | 1     | Aivaras Kvedarauskas / Rasa Mikšytė |
| 1995   | Litauen: Einzelmeisterschaften   | Damendoppel | 1     | Indre Ivanauskaitė / Rasa Mikšytė   |
| 1996   | Litauen: Einzelmeisterschaften   | Dameneinzel | 1     | Rasa Mikšytė                        |
| 1996   | Litauen: Einzelmeisterschaften   | Damendoppel | 1     | Indre Ivanauskaitė / Rasa Mikšytė   |
| 1996   | Litauen: Einzelmeisterschaften   | Mixed       | 1     | Aivaras Kvedarauskas / Rasa Mikšytė |
| 1997   | Litauen: Einzelmeisterschaften   | Dameneinzel | 1     | Rasa Mikšytė                        |
| 1997   | Litauen: Einzelmeisterschaften   | Mixed       | 1     | Aivaras Kvedarauskas / Rasa Mikšytė |
| 1998   | Litauen: Einzelmeisterschaften   | Damendoppel | 1     | Rasa Mikšytė / Jūratė Prevelienė    |
| 1999   | Litauen: Einzelmeisterschaften   | Damendoppel | 1     | Rasa Mikšytė / Jūratė Prevelienė    |
| 1999   | Litauen: Einzelmeisterschaften   | Mixed       | 1     | Aivaras Kvedarauskas / Rasa Mikšytė |